# Мальтийская корона

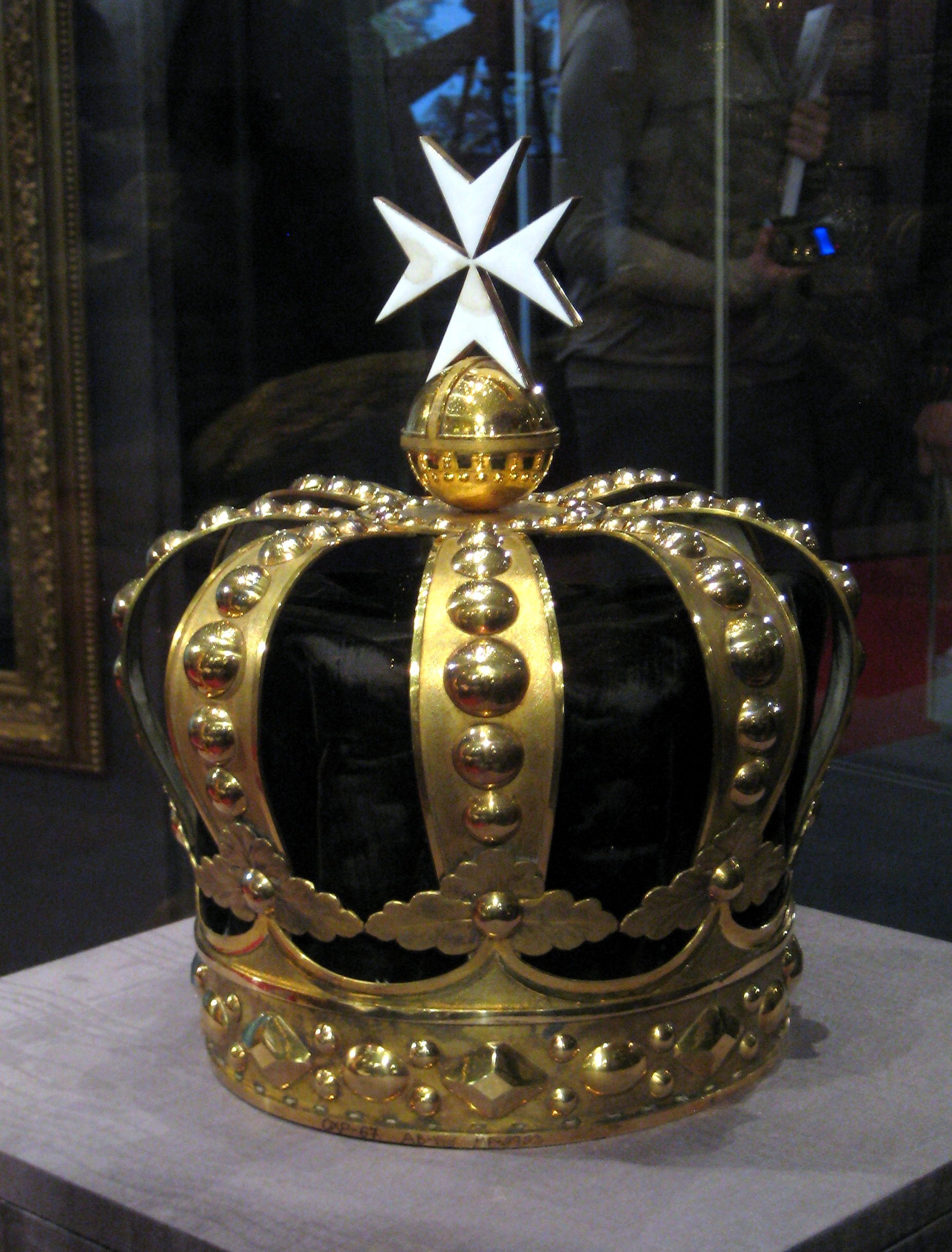
Корона Павла I

Мальтийская корона — корона великого магистра суверенного военного ордена госпитальеров Святого Иоанна Иерусалимского, Родоса и Мальты.

## История
Была изготовлена придворным ювелиром Яковом Дюваль по повелению российского императора Павла I при принятии им титула великого магистра Мальтийского ордена, либо привезена госпитальерами с Мальты. В 1798 году она была преподнесена императору вместе с некоторыми другими орденскими реликвиями.
Корона представляет собой позолоченный серебряный венец. Восемь дуг поддерживают яблоко, увенчанное мальтийским крестом, покрытым белой эмалью.
В 1827 году по приказанию императора Николая I Мальтийская корона была передана из Воронцовского дворца в Оружейную палату Московского Кремля, где и хранится по сей день.

## Корона в геральдике

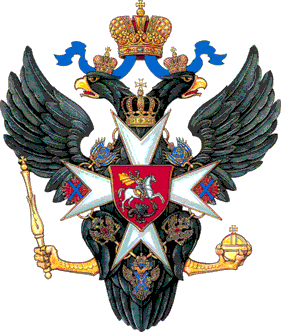
Элемент полного герба России с Мальтийским крестом и короной, 1800 год

В царствование Павла I мальтийская корона изображалась на государственном гербе Российской империи, венчая мальтийский крест, находящийся на груди двуглавого орла за щитком со св. Георгием. С 1803 года корона осталась в гербе только одного русского города — Гатчины.